# Priodontognathus
Priodontognathus là một chi khủng long, được Seeley mô tả khoa học năm 1875.